# Glossaire de topologie
 (août 2025).
Si vous disposez d'ouvrages ou d'articles de référence ou si vous connaissez des sites web de qualité traitant du thème abordé ici, merci de compléter l'article en donnant les références utiles à sa vérifiabilité et en les liant à la section « Notes et références ».
Ceci est un glossaire de quelques termes utilisés en topologie.
Ce glossaire est divisé en deux parties. La première traite des concepts généraux, et la seconde liste différents types d'espaces topologiques. Dans ce glossaire, tous les espaces sont supposés topologiques.

## Généralités

### A
Accessible : voir l'axiome de séparation T1.
Adhérence
L'adhérence ou fermeture d'une partie d'un espace topologique est le plus petit fermé contenant celle-ci. Un point est dit adhérent à une partie s'il appartient à son adhérence.
Voir aussi Valeur d'adhérence.

### B
Base ou base d'ouverts
Une base d'un espace topologique est un ensemble d'ouverts dont les réunions sont tous les ouverts de la topologie. En particulier, une base d'ouverts est une base de voisinages.
Un espace est dit à base dénombrable s'il admet une base d'ouverts dénombrable.
Base de voisinages : voir Système fondamental de voisinages.
Boule
Dans un espace métrique, la boule ouverte (respectivement fermée) de centre x et de rayon r (réel strictement positif) est l'ensemble des points situés à une distance de x strictement inférieure (respectivement inférieure ou égale) à r.
Dans un espace vectoriel normé, la boule unité (ouverte ou fermée) est la boule (ouverte ou fermée) de centre 0 et de rayon 1.

### C
Cauchy : voir Suite de Cauchy.
Codisque : l'ensemble des points du plan complexe privés de tous les points compris dans un cercle de rayon R.
Compact : voir les axiomes de recouvrement.
Complet
Un espace métrique est dit complet si toute suite de Cauchy est convergente.
Complètement de Hausdorff : voir l'axiome de séparation T2½.
Complètement normal : voir l'axiome de séparation T5.
Complètement régulier : voir l'axiome de séparation T3½.
Composante connexe
La composante connexe d'un point est la plus grande partie connexe de l'espace contenant ce point. C'est l'union de toutes les parties connexes contenant ce point.
Connexe, connexe par arcs : voir les notions de connexité.
Continu
Une application entre espaces topologiques est dite continue lorsque l'image réciproque de chaque ouvert est un ouvert.
Contractile : voir les notions de connexité.
Convergent
Une suite dans un espace séparé est dite convergente s'il existe un point (appelé limite de la suite) dont chaque voisinage contient tous les termes de la suite à partir d'un certain rang.

### D
Dense
Une dense d'un espace topologique est une partie dont l'adhérence est l'espace tout entier.
Dérivé
L'ensemble dérivé P'  d'une partie P d'un espace topologique est l'ensemble de ses points d'accumulation.
Discontinu
Une application entre espaces topologiques est dite discontinue si elle n'est pas continue.
Voir aussi Totalement discontinu.
Discret
Un espace topologique est dit discret si toutes ses parties sont des ouverts. En particulier, il est totalement discontinu.
Distance
Une distance sur un ensemble E est une application {\displaystyle d\colon E\times E\to \mathbb {R} ^{+}} satisfaisant les propriétés suivantes :
1. la symétrie : pour tout couple (x, y) d'éléments de E, {\displaystyle d(x,y)=d(y,x)} ;
2. la séparation : pour tout couple (x, y) d'éléments de E, {\displaystyle d(x,y)=0} si et seulement si {\displaystyle x=y} ;
3. l'inégalité triangulaire : pour tout triplet (x, y, z) d'éléments de E, {\displaystyle d(x,z)\leq d(x,y)+d(y,z)}.

### E
Engendrée : voir Topologie engendrée.
Espace de Fréchet
1. Un espace de Fréchet est un espace topologique satisfaisant l'axiome de séparation T1.
2. Certains espaces vectoriels topologiques sont aussi dits de Fréchet.

Espace de Hausdorff : voir l'axiome de séparation T2.
Espace de Kolmogorov : voir l'axiome de séparation T0.
Espace de Luzin (en)
Un espace de Lusin (ou lusinien ou encore standard) est un espace topologique mesurable homéomorphe à une partie borélienne d'un espace polonais, muni de la tribu induite par la tribu borélienne.
Espace métrique
Un espace métrique est un couple (E,d), où E est un ensemble, et d une distance sur E. Voir aussi métrisable.
Espace polonais
Un espace polonais est un espace topologique séparable et métrisable par une distance pour laquelle il est complet.
Espace topologique
Un espace topologique est un ensemble E muni d'une topologie.
Espace de Tychonoff : voir l'axiome de séparation T3½.

### F
Fermé
1. Une partie d'un espace topologique est dite fermée lorsque son complémentaire est un ouvert.
 L'ensemble vide et l'espace sont donc des fermés. L'union de deux fermés est un fermé et l'intersection d'une famille quelconque de fermés est un fermé.
2. En géométrie, une courbe est dite fermée lorsqu'elle est périodique.

Fermeture : voir Adhérence.
Filtre : Un filtre sur un ensemble E est un ensemble non vide de parties non vides de E qui est stable par sur-parties et intersections finies. Dans un espace topologique, les voisinages d'un point forment un filtre.
Fin
1. Une topologie est plus fine qu'une autre sur le même ensemble si tout ouvert pour la deuxième est ouvert pour la première.
2. On dit d'un recouvrement qu'il est plus fin qu'un autre si chacun de ses éléments est inclus dans l'un des éléments du second.

Fonctionnellement séparés
Deux parties {\displaystyle A} et {\displaystyle B} d'un espace topologique {\displaystyle X} sont dites fonctionnellement séparées lorsqu'il existe une fonction continue f : X → [0,1] telle que f|A=0 et f|B = 1.
Fréchet : voir l'axiome de séparation T1, ou le type d'espace vectoriel topologique dit de Fréchet.
Frontière
La frontière d'une partie d'un espace topologique est le complémentaire de son intérieur dans son adhérence, autrement dit l'ensemble des points qui sont adhérents à la fois à cette partie et à son complémentaire. C'est un fermé.
F-sigma
Une partie d'un espace topologique est un Fσ si c'est une réunion dénombrable de fermés.

### G
G-delta
Une partie d'un espace topologique est un Gδ si c'est une intersection dénombrable d'ouverts.
Grossière : voir Topologie grossière.

### H
Hausdorff : : voir l'axiome de séparation T2 ou Séparé.
Homéomorphisme
Un homéomorphisme entre deux espaces est une bijection continue à réciproque continue. Deux espaces entre lesquels il existe un homéomorphisme sont dits homéomorphes.
Homogène
Un espace est dit homogène si le groupe des automorphismes agit transitivement, autrement dit si pour tout couple de points il existe un homéomorphisme de l'espace sur lui-même qui envoie le premier point sur le deuxième. Tous les groupes topologiques, en particulier les espaces vectoriels topologiques, sont des espaces homogènes.
Homotopie
Une homotopie entre deux applications continues {\displaystyle f,g:X\to Y} est une application continue {\displaystyle H:X\times [0,1]\to Y} telle que {\displaystyle \forall x\in X,H(x,0)=f(x)\;{\mbox{et}}\;H(x,1)=g(x)}. Les applications f et g sont alors dites homotopes.

### I
Induite : voir Topologie induite.
Intérieur
L'intérieur d'une partie d'un espace topologique est la réunion de tous les ouverts contenus dans cette partie. C'est donc le plus grand ouvert contenu dans cette partie, ou le complémentaire de l'adhérence de son complémentaire. Un point est intérieur à une partie si et seulement si cette partie est un voisinage du point.
Isolé : voir Point isolé.

### K
Bouteille de Klein:
Surface mathématique fermée et sans bord pour laquelle il est impossible de distinguer un intérieur d'un extérieur
Kolmogorov : voir l'axiome de séparation T0 ou Espace de Kolmogorov.

### L
Limite
La limite d'une suite convergente est son unique valeur d'adhérence.
Lindelöf : voir l'axiome de recouvrement Espace de Lindelöf.
Localement : voir Propriété locale.
- Localement compact : voir les axiomes de recouvrement.
- Localement connexe ou localement connexe par arcs : voir les notions de connexité.
- Localement fini

Une famille de parties d'un espace topologique est dite localement finie lorsque chaque point possède un voisinage qui ne rencontre qu'un nombre fini d'éléments de la famille. Une famille dénombrablement localement finie est une union dénombrable de familles localement finies.
- Localement métrisable

Un espace est dit localement métrisable lorsque chaque point admet un voisinage métrisable.

### M
Maigre
Une partie d'un espace topologique est dite maigre lorsqu'elle est contenue dans une réunion dénombrable de fermés d'intérieur vide.
Métrique : voir Espace métrique.
Métrisable
Un espace est dit métrisable lorsqu'il peut être muni d'une distance dont les boules forment une base d'ouverts. Un espace métrisable est nécessairement paracompact et parfaitement normal. Voir les conditions de métrisabilité.
Moins fine : voir Topologie moins fine.
Ruban de Mobius:
une surface compacte dont le bord est homéomorphe à un cercle.

### N
Normal : voir les axiomes de séparation.

### O
Ouvert
Un ouvert est un élément d'une topologie.
Un recouvrement est dit ouvert lorsque tous ses éléments sont des ouverts.
Une application entre espaces topologiques est dite ouverte lorsque l'image de chaque ouvert est un ouvert.

### P
Paracompact : voir les axiomes de recouvrement.
Parfait
Un ensemble parfait d'un espace topologique est une partie fermée sans point isolé.
Parfaitement normal : voir les axiomes de séparation.
Partition de l'unité
Une partition de l'unité sur un espace topologique est un ensemble de fonctions continues à valeurs dans {\displaystyle [0,1]} tel que chaque point possède un voisinage sur lequel seul un nombre fini de ces fonctions ne sont pas constamment nulles et la somme des restrictions de celles-ci est constante égale à 1.
Plus fine : voir Topologie plus fine.
Point d'accumulation ou point limite
Si A est une partie d'un espace topologique, un point d'accumulation ou point limite de A est un point x dont tout voisinage contient un point de A distinct de x. Autrement dit, un point x est un point d'accumulation de A si et seulement s'il est adhérent à A\{x}. L'expression point d'accumulation désigne parfois une propriété plus forte : tout voisinage de x contient une infinité de points de A.
Point isolé
Dans un espace séparé, un point isolé d'une partie A est un point x de A pour lequel il existe un voisinage qui ne rencontre A qu'au point x. Autrement dit, c'est un point de A qui n'est pas point d'accumulation de A.
Polonais : voir Espace polonais.
Prébase
Une prébase d'une topologie est un ensemble d'ouverts dont l'ensemble des intersections finies constitue une base.
Produit : voir Topologie produit.

### Q
Quasi-compact : voir les axiomes de recouvrement.
Quotient
Voir Topologie quotient.

### R
Raffinement
Un raffinement d'un recouvrement {\displaystyle {\mathcal {U}}} est un recouvrement dont chaque élément est inclus dans un élément de {\displaystyle {\mathcal {U}}}. En français, on dira plutôt recouvrement plus fin à la place de raffinement.
Rare
Une partie d'un espace topologique est dite rare ou nulle part dense lorsque son adhérence est d'intérieur vide, c'est-à-dire lorsque le complémentaire de son adhérence est dense.
Recouvrement
Un recouvrement d'un espace topologique est une famille de parties dont l'union est l'espace tout entier. Un recouvrement est dit ouvert lorsque tous ses éléments sont des ouverts.
Relativement compact
Une partie d'un espace topologique est dite relativement compacte lorsqu'elle est incluse dans une partie compacte.
Régulier : voir l'axiome de séparation T3.

### S
Séparable
Un espace séparable est un espace qui admet une partie dense dénombrable.
Un espace séparé n'est pas nécessairement séparable et réciproquement.
Séparant
Une famille d'applications continues entre deux espaces topologiques X et Y est dite séparante si tout couple de points distincts dans X a des images séparées dans Y par au moins l'une de ces applications.
L'espace X est alors nécessairement séparé.
Séparé : voir l'axiome de séparation T2.
Simplement connexe : voir les notions de connexité.
Sous-recouvrement
Un sous-recouvrement d'un recouvrement K est une partie de K qui est aussi un recouvrement.
Système fondamental de voisinages
Un système fondamental de voisinages d'un point est un ensemble {\displaystyle {\mathcal {V}}} de voisinages de ce point tel que tout autre voisinage de ce point contient un élément de {\displaystyle {\mathcal {V}}}, autrement dit : une base du filtre des voisinages de ce point.
Suite de Cauchy
Dans un espace métrique, une suite de Cauchy est une suite de points telle que pour tout réel strictement positif a il existe un rang de la suite à partir duquel la distance entre deux images quelconques de la suite est toujours inférieure à a.

### T
T0, T1, T2, T2½, T3, T3½, T4, T5 : voir les axiomes de séparation.
Topologie
Une topologie sur un ensemble E est un ensemble T de parties de E tel que :
1. l'ensemble E lui-même et l'ensemble vide sont des éléments de T ;
2. la réunion de toute famille d'éléments de T est un élément de T ;
3. l'intersection de deux éléments de T est un élément de T.

Les éléments de T sont appelés les ouverts de cette topologie.
Topologie discrète
La topologie discrète sur un ensemble E est la topologie dont les ouverts sont toutes les parties de E. C'est la plus fine de toutes les topologies sur E.
Topologie engendrée
La topologie engendrée par un ensemble {\displaystyle {\mathcal {P}}} de parties d'un ensemble est celle dont les ouverts sont les réunions quelconques d'intersections finies d'éléments de {\displaystyle {\mathcal {P}}}. L'ensemble {\displaystyle {\mathcal {P}}} constitue une prébase de la topologie engendrée.
Topologie grossière
La topologie grossière sur un ensemble E est la topologie dont les seuls ouverts sont l'ensemble vide et l'ensemble E. C'est la moins fine de toutes les topologies sur E.
Topologie induite
La topologie induite sur une partie A d'un espace topologique E est l'ensemble des intersections de A avec les ouverts de E. C'est la topologie la moins fine sur A rendant continue l'injection canonique de A dans E.
Topologie moins fine
Soient T, T' deux topologies sur le même ensemble E. La topologie T est moins fine que la topologie T' si tout ouvert de T est ouvert de T'. Cela équivaut à la continuité de l'application identique de (E,T') dans (E,T).
Topologie plus fine
Soient T, T' deux topologies sur le même ensemble E. La topologie T est plus fine que la topologie T' si tout ouvert de T' est ouvert de T. Cela équivaut à la continuité de l'application identique de (E,T) dans (E,T').
Topologie produit
La topologie produit sur un produit quelconque d'espaces topologiques {\displaystyle \prod _{i\in I}E_{i}} est la topologie engendrée par les {\displaystyle \prod _{i\in I}U_{i}} où un nombre fini d'éléments {\displaystyle U_{i}} sont des ouverts des espaces topologiques correspondants et les autres sont les espaces {\displaystyle E_{i}} correspondants.
C'est la topologie la moins fine rendant continues toutes les projections {\displaystyle \pi _{j}\colon \prod _{i\in I}E_{i}\to E_{j}}.
Topologie quotient
Si E est un espace topologique et {\displaystyle {\mathfrak {R}}} une relation d'équivalence sur E, la topologie quotient sur l'ensemble quotient {\displaystyle E/{\mathfrak {R}}} est l'ensemble des parties de {\displaystyle E/{\mathfrak {R}}} dont les préimages sont des ouverts de E. C'est la topologie la plus fine rendant continue la projection canonique, qui à tout élément de E associe sa classe d'équivalence.
Topologique : voir Espace topologique.
Totalement discontinu : voir les notions de connexité.
Tychonoff : voir l'axiome de séparation T3½ ou Complètement régulier.

### U
Uniformisable : dont la topologie est induite par une structure d'espace uniforme ; voir l'axiome de séparation T3½ ou Complètement régulier.

### V
Valeur d'adhérence
Une valeur d'adhérence d'une suite de points d'un espace topologique est un point dont tout voisinage contient une infinité de termes de la suite. Si tout point admet une base dénombrable de voisinages, une valeur d'adhérence est la limite d'une sous-suite.
Voisinage
Un voisinage d'une partie A d'un espace topologique est un ensemble contenant un ouvert contenant lui-même A. En particulier, un voisinage ouvert de A est simplement un ouvert contenant A. Un voisinage d'un point p est un voisinage du singleton {\displaystyle \{p\}}.

## Propriétés d'espaces topologiques
Les espaces topologiques peuvent être qualifiés de différentes manières en termes de séparation, de recouvrements ou de connexité.

### Axiomes de séparation
Certains des termes employés ici peuvent avoir été définis autrement dans la littérature ancienne (voir l'histoire des axiomes de séparation (en)
).
T0 ou de Kolmogorov : dans lequel pour tout couple de points distincts, il existe un voisinage de l'un qui ne contient pas l'autre.
T1 ou accessible ou de Fréchet : dont tous les singletons sont fermés.
T2 ou de Hausdorff ou séparé : dans lequel deux points distincts admettent toujours des voisinages disjoints.
T2½ ou complètement de Hausdorff : dans lequel deux points distincts admettent toujours des voisinages fermés disjoints.
Régulier : séparé et dont tout point admet une base de voisinages fermés.
Complètement régulier ou de Tychonoff : séparé et uniformisable, ou encore : sous-espace d'un compact.
Normal : séparé et dans lequel deux fermés disjoints quelconques possèdent toujours des voisinages disjoints. Le lemme d'Urysohn garantit alors que ces deux fermés sont fonctionnellement séparés.
Complètement normal : dont tout sous-espace est normal.
Parfaitement normal : séparé et dont tout fermé est le lieu d'annulation d'une fonction continue réelle.

### Axiomes de recouvrement
Les axiomes de recouvrement traitent de l'existence de raffinements ou de sous-recouvrements particuliers pour un recouvrement quelconque de l'espace considéré.
Paracompact : espace séparé dont tout recouvrement ouvert admet un raffinement localement fini.
Métacompact (en) : dont tout recouvrement ouvert admet un raffinement ponctuellement fini (en).
Quasi-compact : dont tout recouvrement ouvert admet un sous-recouvrement fini
Lindelöf : dont tout recouvrement ouvert admet un sous-recouvrement dénombrable.
Dénombrablement compact : dont tout recouvrement ouvert dénombrable admet un sous-recouvrement fini
Compact : quasi-compact et séparé.
Le terme compact est utilisé en anglais pour décrire un quasi-compact. Le risque de confusion peut alors amener à préciser « compact Hausdorff » pour désigner l'acception française.
Voir aussi Relativement compact.
σ-compact ou sigma-compact ou dénombrable à l'infini : réunion d'une suite de parties compactes Kn.
Hémicompact (en) : σ-compact avec de plus tout compact de l'espace est inclus dans l'un des Kn.
Localement compact : séparé, et dont chaque point admet un système fondamental de voisinages compacts.
Séquentiellement compact : dans lequel toute suite admet au moins une sous-suite convergente.

### Connexité
Les hypothèses de connexité décrivent la cohésion de l'espace ou de certains voisinages, ou l'existence de déformations (homotopies) entre certaines applications continues vers l'espace considéré.
Connexe : qui n'est pas l'union disjointe de deux ouverts non vides.
Voir aussi Composante connexe.
Localement connexe : dont chaque point admet un système fondamental de voisinages connexes.
Totalement discontinu : dont les seules parties connexes sont les singletons et l'ensemble vide.
Connexe par arcs : dont tout couple de points {\displaystyle (x,y)} est relié par un chemin (ou arc), c'est-à-dire une application continue {\displaystyle p:[0,1]\to X} telle que {\displaystyle p(0)=x} et {\displaystyle p(1)=y}.
Un espace connexe par arcs est connexe.
Localement connexe par arcs : dont chaque point admet un système fondamental de voisinages connexes par arcs.
Un espace localement connexe par arcs est connexe si et seulement s’il est connexe par arcs.
Simplement connexe : connexe par arcs et dans lequel toute application continue {\displaystyle f:S^{1}\to X} est homotope à une application constante.
Contractile : pour lequel l'application identité de {\displaystyle X} est homotope à une application constante.
Les espaces contractiles sont toujours simplement connexes.

## Autres lexiques mathématiques
- Lexique de la géométrie riemannienne
- Lexique de la géométrie symplectique
- Lexique des surfaces